# Ik ben Nummer Vier
I Am Number Four is een sciencefictionroman voor jong adolescenten geschreven door de Amerikaanse schrijver Pittacus Lore (een pseudoniem van James Frey en Jobie Hughes, die samenwerkten aan deze reeks). Het is het eerste boek uit de reeks Lorien Legacies. Het boek werd op 3 augustus 2010 gepubliceerd door HarperCollins en stond zes weken lang op de New York Times-bestsellerslijst voor kinderen.
In juni 2009 – nog voor het boek uitkwam – kocht DreamWorks Pictures de rechten op voor het maken van een film. Die verscheen op 18 februari 2011 in de Amerikaanse zalen. De film werd geproduceerd door Michael Bay.

## Inhoud
I Am Number Four vertelt het verhaal van John Smith, een 15-jarige alien van de planeet Loriën, en zijn bewaker Henri terwijl ze vluchten voor de Mogadoren, een ander alienras, die jacht maken op John en de andere acht Loriëntieners op aarde die samen de Garde vormen. De Garde bestaat uit alle mensen uit Loriën met speciale gaven en de Erfgaven. Deze tieners worden beschermd door een formule die ervoor zorgt dat ze enkel in volgorde gedood kunnen worden. John is nummer vier. Zowel de aliens uit Loriën als Mogador hebben een menselijk uiterlijk.
Het boek opent met de dood van nummer drie. Nummer vier wordt voorgesteld als Daniel Jones als hij halsoverkop Florida moet verlaten. Vier heeft drie cirkelvormige littekens op zijn rechterenkel die hem vertellen dat nummer één, twee en drie gevonden en gedood zijn. Alle andere Loriën-tieners krijgen deze littekens. Henri, de Cêpaan (bewaker) van Vier, vertelt hem dat ze moeten verhuizen naar Paradise, een klein stadje in Ohio. Vier neemt de naam van John Smith aan als schuilnaam.
Moe van het verhuizen vertelt John dat hij eindelijk eens een echt leven wil opbouwen. Henri herinnert hem aan de reden van hun vlucht; het twistpunt wordt voorlopig even in de ijskast gezet. Hij gaat naar de plaatselijke middelbare school waar hij Sarah Hart ontmoet, een plaatselijk blonde derdejaars. Hij ontmoet er ook haar ex-vriendje Mark James die onmiddellijk John begint te pesten. John pikt dat niet en geeft hem van repliek. De eerste keer in zijn leven.
In de astronomieles beginnen Johns handen plots pijn te doen en te gloeien. Als hij terug thuis is beseft hij dat zijn eerste Erfgave zich openbaart. Een Erfgave is een kracht die alleen sommige Loriërs bezitten en deze verschilt bij elke Loriër, behalve telekinese, waar elk Gardelid gebruik van kan maken. Henri verteld John dat zijn eerste Erfgave Lumen is, de kracht om licht te maken met je handen en die je onaantastbaar maakt voor vuur en hitte. Als Henri hem begint te trainen, breidt de gave van Lumen zich van zijn handen naar heel zijn lichaam uit. Tijdens een van deze trainingen, terwijl Henri vertelt, krijgt John een visioen van zijn laatste momenten op de planeet Loriën.
Henri en John hebben een speciaal kistje dat zij enkel samen kunnen openen. Alleen als Henri sterft kan John het alleen openen. Henri haalt uit het kistje een schaalmodel van hun sterrenstelsel waarop hij kan zien hoe Loriën eruitzag voor en na de aanval van de Mogadoren. Ook bevat het kistje een heelsteen, die alle wonden, die opzettelijk aangebracht zijn om een Loriër te verwonden of doden, geneest. Alleen moet diegene die wordt genezen tweemaal zoveel pijn als de wond verdragen. De steen moet gebruikt worden kort na het ontstaan van de wond. Een derde item zijn kleine steentjes die als je ze onder je tong legt de pijn dragelijk maakt. Deze steentjes verliezen hun kracht als een van de Garde zijn Erfgaven gebruikt.
Na het verschijnen van zijn eerste Erfgave begint Henri hem te trainen voor de strijd. Uiteindelijk kan John zijn krachten naar willekeur oproepen. Hij maakt ook zijn eerste echte vriend, Sam Goode, die in aliens gelooft. Hij wordt ook verliefd op Sarah. Tijdens het plaatselijk Halloweenfeest worden John, Sarah, Sam en Sarah's vriendin Emily in een hinderlaag gelokt door Mark en zijn teamgenoten van het plaatselijk footballteam. Door het constante treiteren en het ontvoeren van Sarah door Mark wordt John razend. Hij zoekt, vindt, confronteert en verslaat Mark. Sam is getuige van Johns strijd en wordt bang. Hij vermijdt John. John en Sarah kussen.
John confronteert Sam waarop Sam een pistool op hem richt en hem vraagt wie hij werkelijk is. John kan hem overtuigen dat hij geen alien is. Tijdens een Thanksgivingdiner bij Sarah's ouders wordt John ongerust omdat Henri nog niet terug is van een onderzoek naar de uitgevers van het samenzwerige alienblad waar Sam op geabonneerd was. John gaat naar Sam voor hulp en samen gaan ze naar Athens, een ander stadje in Ohio waar ze Henri vinden. Johns telekinetische gave manifesteert zich en hij gebruikt die om zowel Henri als Sam te redden. Na het zien van deze gave is John verplicht Sam de waarheid over hem en Henri te vertellen. Sam aanvaardt ze zoals ze zijn. Henri begint John nog intensiever te trainen.
John en Sarah groeien steeds dichter naar elkaar toe. John vraagt Henri of het wel mogelijk is voor mensen om van een Loriër te houden. Henri vertelt dat het vroeger al verschillende keren is voorgevallen waardoor er enkele van de geniaalste personen op aarde ontstaan zijn, waaronder Julius Caesar, Newton, Einstein en zelfs de Griekse Goden. Hij waarschuwt John toch om niet te gehecht aan Sarah te raken, aangezien liefde in Loriën anders is als de menselijke liefde.
Tijdens een feestje bij Mark breekt er een brand uit waardoor Sarah gevangen zit op de tweede verdieping. John haast zich naar binnen om haar te redden waardoor hij zijn krachten blootgeeft aan Sarah. Toch zegt ze tegen hem dat ze van hem houdt waarop hij zijn liefde voor haar ook uit. Hij vertelt haar wie hij werkelijk is. De volgende dag op school is John opgelucht dat er niets over zijn redding uit de brand in de krant staat. Hij wordt op de bureau van de directeur geroepen waar een fax voor hem ligt met het opschrift "ben jij nummer vier?". In paniek springt hij uit het raam en vlucht naar huis. Daar aangekomen vindt hij Mark, die ontdekt heeft wat John is. Hij heeft ook een ruzie met Henri over waarom en wat hij gedaan heeft. Als hij zich realiseert dat de Mogadoren hem gevonden hebben en hem zullen doden, snelt hij terug naar school om Sarah te zoeken.
John vindt haar maar wordt gezien door een verkenner van de Mogadoren, die al talrijk rond de school zijn. Hij doodt de verkenner en als hij terug naar huis wil vluchten loopt hij Henri en Mark tegen het lijf. Ze worden gevonden door een meisje van Johns leeftijd en zijn hond, Bernie Kosar. Het meisje zegt dat ze nummer Zes is. John realiseert zich dat, nu Zes bij hem is, de beschermende formule gebroken is, zodat alle Gardes willekeurig gedood kunnen worden. Zes zegt hem dat het toch niet meer uitmaakt want de oorlog is begonnen. Terwijl ze alle vijf uit de school vluchten, vertelt John dat Mark en Sarah zich moeten verbergen en afzijdig houden, aangezien dit niet hun oorlog is. Ze verlaten de school en John wordt geconfronteerd met zijn eerste soldaat en doodt hem.
John is zwaargewond en wordt gered door Henri en Sam, die gekomen is om te helpen. John ontdekt zijn derde Erfgave, de mogelijkheid om met dieren te communiceren, en overtuigt een van de Mogadoorse beesten om zich tegen zijn meesters te keren. Henri wordt getroffen door een energiestraal van een van de soldaten en sterft in de armen van John. Voor hij sterft zegt hij nog: "Onze komst naar Paradise was geen toeval!".
Als hij ontwaakt in een hotel, neemt John Sarah bij zich en vertelt haar dat hij weg moet. Zij aanvaardt dit en zegt dat ze op hem zal wachten. John zegt haar dat zijn hart van haar is en haar altijd zal weten te vinden. Nadien cremeren ze het lichaam van Henri. Sam zegt dat hij meegaat met John en Zes op zoek naar de andere vier. Het boek eindigt met de belofte van John aan Sarah dat hij terugkomt.

## Personages
John Smith/Nummer Vier: het hoofdpersonage en de vierde in de rij van de negen kinderen uit Loriën die op aarde leven en zich verbergen. Hij is 15 jaar oud en wordt beschreven als een atletische jonge man met blond haar. Hij heeft drie cirkelvormige littekens op zijn rechterenkel die staan voor de drie dode kinderen uit Loriën en een ander litteken in de vorm van het amulet dat ervoor zorgt dat de formule hun beschermt. Hij is verliefd op Sarah Hart.
John is een Garde, een Loriën die verschillende krachten bezit die hem in staat stellen zichzelf en anderen te beschermen. Deze krachten of Erfgaven ontwikkelen zich tijdens het verhaal. Op het einde van het boek bestaan zijn krachten uit:
- Telekinese: Alle Gardes hebben deze kracht die ze krijgen na of tijdens de openbaring van de eerste Erfgave.
- Lumen: De kracht om licht te produceren met zijn handen en de immuniteit tegen vuur en hitte. Zijn eerste Erfgave
- Telepathie: De kracht om met dieren te praten. Hij ontdekt dit tegen het einde van het boek.

Hadley/Bernie Kosar: is een Chimaera uit Loriën. Sinds John en Henri op aarde aankwamen heeft hij hen gevolgd en beschermd. John herinnert zich dat er in Florida altijd een gekko op de vensterbank zat tijdens zijn ontbijt. In Paradise neemt Bernie de vorm van een Beagle aan. Op Loriën heette hij Hadley. Pas op het einde beseft John dat Bernie Kosar eigenlijk Hadley is.
Sarah Hart: de vriendin van John. Ze wordt voorgesteld als een mooie, intelligente tiener met blond haar. Toen ze nog een cheerleader was had ze een relatie met Mark, de rivaal van John. Toen haar ouders de slechte invloed van Mark ontdekten stuurden ze haar weg op zomerkamp. Toen ze terugkwam stapte ze uit het cheerleaden en brak met Mark. Ze is gepassioneerd door fotografie en dieren. Wanneer John haar uit het brandende huis van Mark redt, realiseert ze zich dat hij geen mens is, waardoor John haar de waarheid moet vertellen. Ze accepteert hem zoals hij is.
Sam Goode: de beste vriend van John. Sam gelooft onherroepelijk in aliens en buitenaardse samenzweringen. Hij gelooft ook dat zijn vader door aliens ontvoerd is. Zijn eerste vermoedens over Johns aard komen na het zien van de strijd tussen John en Mark tijdens de Halloween-rit, maar hij krijgt pas zekerheid als hij samen met John moet vechten in Athens. Hij wordt beschreven als een slungelige jongen met bril. Sam redt Johns leven tijdens het gevecht op school tegen de Mogadoren door het doden van een van de soldaten. Hij redt ook de gewonde Zes door haar op zijn rug weg te dragen uit de strijd. Hij besluit John en Zes te vergezellen tijdens hun zoektocht naar de anderen.
Mark James: hij is de plaatselijk quarterback van het American-footballteam van de school en een pestkop. Hij krijgt een hekel aan John wanneer hij ziet hoeveel aandacht Sarah aan hem besteedt. Nadat hij John en Sarah in een hinderlaag lokt in een poging hem te intimideren, wordt hij door John, die gebruikmaakt van zijn superkrachten, op zijn plaats gezet en vernederd, waardoor het tot een tijdelijke wapenstilstand komt. John helpt Mark door zijn honden uit het brandende huis te redden. Mark ontdekt Johns gave wanneer  hij een video ziet waarop John Sarah en de honden uit het brandende huis redt. Hij helpt John tijdens de strijd op school, waardoor ze hun meningsverschillen voorgoed achter zich kunnen laten. De vader van Mark is tevens de sheriff van Paradise.
Nummer Zes: het enige andere Loriënkind in het boek. Ze gebruikt geen schuilnaam, dus noemen ze haar gewoon Zes. Ze heeft lang donker haar, een olijfkleurige huid, hazelnootkleurige ogen, hoge jukbeenderen en een brede mond, en wat korter dan John. Haar bewaker Katarina stierf drie jaar voor het verhaal begon. Ze is een Garde. Haar Erfgaven zijn:
- Telekinese
- Onzichtbaarheid: ze kan ook andere mensen onzichtbaar maken door ze aan te raken, maar niet meer dan een paar. Ook Johns grootvader had deze gave.
- De Elementen: ze kan de elementen vuur, wind, water en aarde manipuleren. Ze demonstreert dit door een storm op te roepen.

Nummer Drie: het dertien jaar oude Loriënkind dat in het begin van het boek in Kenia opgejaagd en gedood wordt door de Mogadoren.
Henri: de Cêpaan van John. Hij had een vrouw en kind op Loriën, maar moest ze achterlaten om John te beschermen en trainen. Hij is de bewaker van John en tevens zijn trainer en leraar. John beschouwt hem als zijn vader. Hij sterft op het einde van het boek tijdens de grote strijd op school. Voor hij sterft vertelt hij John dat hij trots op hem is, dat hij niets anders zou gedaan hebben en dat hij nergens spijt van heeft. Wanneer John en de anderen ontsnappen naar een hotel wordt hij gecremeerd. John bewaart zijn as in een koffiepot en zweert dat hij op een of andere manier ervoor zal zorgen dat zijn as op Loriën terecht zal komen.